# New Virginia
La ville de New Virginia est située dans le comté de Warren, dans l’Iowa, aux États-Unis. Lors du recensement de 2010, elle comptait 489 habitants. New Virginia fait partie de l’agglomération de Des Moines-West Des Moines.

## Source
- (en) Cet article est partiellement ou en totalité issu de l’article de Wikipédia en anglais intitulé « New Virginia, Iowa » (voir la liste des auteurs).